# Procés de Lévy

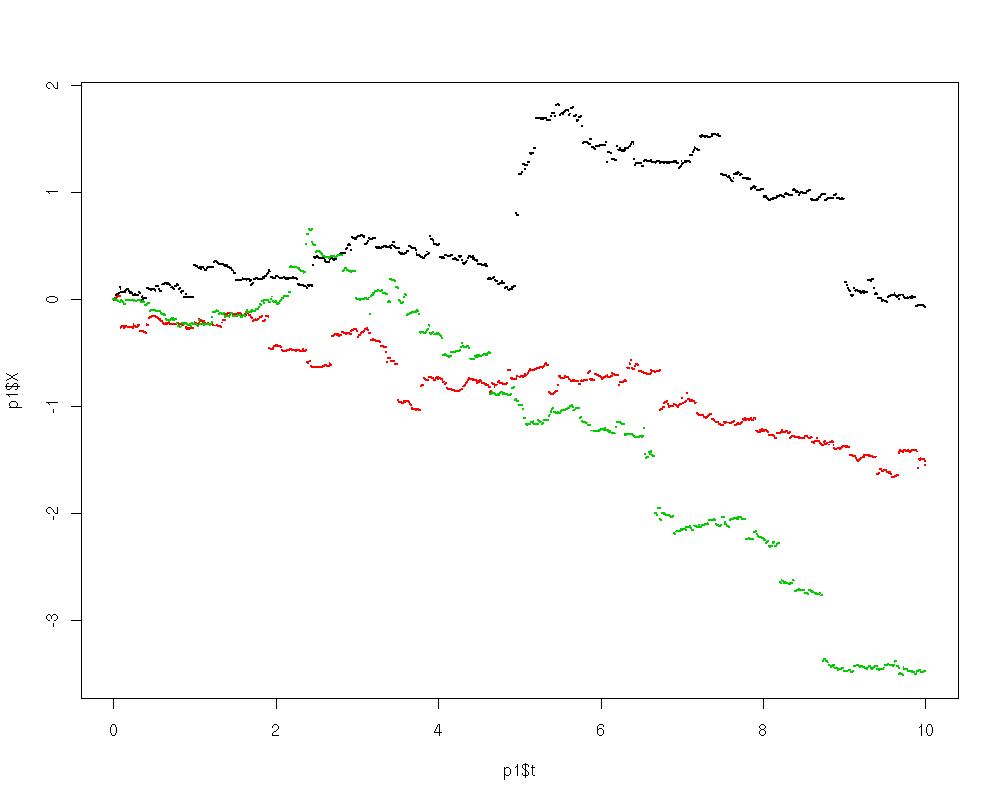
Tres mostres de processos gaussians inversos normals (lévy).

En teoria de la probabilitat, un procés de Lévy, anomenat així pel matemàtic francès Paul Lévy, és un procés estocàstic amb increments estacionaris independents: representa el moviment d'un punt els desplaçaments successius del qual són aleatoris, en el qual els desplaçaments en intervals de temps disjunts per parelles són independents, i els desplaçaments en diferents intervals de temps de la mateixa longitud tenen distribucions de probabilitat idèntiques. Per tant, un procés de Lévy es pot veure com l'analògic de temps continu d'una camí aleatòria.
Els exemples més coneguts de processos de Lévy són el procés de Wiener, sovint anomenat procés de moviment brownià, i el procés de Poisson. Altres exemples importants inclouen el procés Gamma, el procés Pascal i el procés Meixner. A part del moviment brownià amb deriva, tots els altres processos de Lévy propis (és a dir, no deterministes) tenen camins discontinus. Tots els processos de Lévy són processos additius.
Un procés estocàstic {\displaystyle X=\{X_{t}:t\geq 0\}} Es diu que és un procés de Lévy si compleix les propietats següents:
1. {\displaystyle X_{0}=0\,} gairebé segur;
2. Independència d'increments: Per a qualsevol {\displaystyle 0\leq t_{1}<t_{2}<\cdots <t_{n}<\infty }, {\displaystyle X_{t_{2}}-X_{t_{1}},X_{t_{3}}-X_{t_{2}},\dots ,X_{t_{n}}-X_{t_{n-1}}} són mútuament independents;
3. Increments estacionaris: per a qualsevol {\displaystyle s<t\,}, {\displaystyle X_{t}-X_{s}\,} és igual en distribució a {\displaystyle X_{t-s};\,}
4. Continuïtat en probabilitat: Per a qualsevol {\displaystyle \varepsilon >0} i {\displaystyle t\geq 0} ho sosté {\displaystyle \lim _{h\rightarrow 0}P(|X_{t+h}-X_{t}|>\varepsilon )=0.}

Si {\displaystyle X} és un procés de Lévy, llavors es pot construir una versió de {\displaystyle X} de tal manera que {\displaystyle t\mapsto X_{t}} és gairebé segurament continu dret amb límits esquerres.